# Ernest Munier-Chalmas
[Charles-Philippe]-Ernest Munier-Chalmas (Tournus, 7 d'abril de 1843 - Aix-les-Bains, 9 d'agost de 1903) va ser un geòleg francès que nasqué a Tournus a la Borgonya. És conegut per les seves contribucions a la comprensió del Cretaci, però també aïllà i definí l'estadi del Priabonià en l'Eocè tardà en un informe coescrit amb Albert de Lapparent el 1893.
Va ser membre de la secció mineralògica de l'Académie des sciences el 5 de maig de 1903.
Morí a Aix-les-Bains, Provença.